# Formule 3000/1995
Het Formule 3000 seizoen van 1995 was het 11de FIA Formula 3000 International Championship seizoen, en startte op 7 mei 1995. Er werden 8 races gehouden. Dit was ook het laatste seizoen waarin elk team een verschillend chassis, verschillende motor en bandenleverancier had.

## Kalender
|    | Datum        | Land                | Circuit           | Winnaar          | Pole-Position   | Snelste ronde    |
| -- | ------------ | ------------------- | ----------------- | ---------------- | --------------- | ---------------- |
| 1. | 7 mei        | Verenigd Koninkrijk | Silverstone       | Ricardo Rosset   | Ricardo Rosset  | Tarso Marques    |
| 2. | 13 mei       | Spanje              | Barcelona         | Vincenzo Sospiri | Allan McNish    | Emmanuel Clérico |
| 3. | 5 juni       | Frankrijk           | Pau               | Vincenzo Sospiri | Tarso Marques   | Emmanuel Clérico |
| 4. | 23 juli      | Italië              | Pergusa           | Ricardo Rosset   | Kenny Bräck     | Ricardo Rosset   |
| 5. | 29 juli      | Duitsland           | Hockenheim        | Marc Goossens    | Guillaume Gomez | Ricardo Rosset   |
| 6. | 27 augustus  | België              | Spa-Francorchamps | Vincenzo Sospiri | Allan McNish    | Guillaume Gomez  |
| 7. | 24 september | Portugal            | Estoril           | Tarso Marques    | Tarso Marques   | Guillaume Gomez  |
| 8. | 15 oktober   | Frankrijk           | Magny-Cours       | Kenny Bräck      | Kenny Bräck     | Tarso Marques    |

## Eindstand: FIA Formula 3000 Internationaal Kampioenschap voor rijders
De puntenverdeling per race: 9 punten voor de winnaar, 6 voor de tweede, 4 voor de derde, 3 voor de vierde, 2 voor de vijfde en 1 voor de zesde.
| Plaats | Naam                 | Land                | Team                   | Chassis | Motor         | Vlag van Verenigd Koninkrijk | Vlag van Spanje | Vlag van Frankrijk | Vlag van Italië | Vlag van Duitsland | Vlag van België | Vlag van Portugal | Vlag van Frankrijk | Totaal |
| ------ | -------------------- | ------------------- | ---------------------- | ------- | ------------- | ---------------------------- | --------------- | ------------------ | --------------- | ------------------ | --------------- | ----------------- | ------------------ | ------ |
| 1      | Vincenzo Sospiri     | Italië              | SuperNova Racing       | Reynard | Ford Cosworth | 6                            | 9               | 9                  | 6               | -                  | 9               | -                 | 3                  | 42     |
| 2      | Ricardo Rosset       | Brazilië            | SuperNova Racing       | Reynard | Ford Cosworth | 9                            | 6               | -                  | 9               | -                  | 3               | 2                 | -                  | 29     |
| 3      | Kenny Bräck          | Zweden              | Madgwick International | Reynard | Zytek Judd    | 2                            | -               | 3                  | -               | 6                  | -               | 4                 | 9                  | 24     |
|        | Marc Goossens        | België              | Nordic Racing          | Lola    | Ford Cosworth | 3                            | 2               | 4                  | -               | 9                  | -               | -                 | 6                  | 24     |
| 5      | Tarso Marques        | Brazilië            | DAMS                   | Reynard | Ford Cosworth | -                            | 4               | -                  | -               | -                  | 2               | 9                 | -                  | 15     |
|        | Emmanuel Clérico     | Frankrijk           | Apomatox               | Reynard | Ford Cosworth | -                            | 3               | -                  | -               | 3                  | 1               | 6                 | 2                  | 15     |
| 7      | Allan McNish         | Verenigd Koninkrijk | Paul Stewart Racing    | Reynard | Ford Cosworth | 4                            | -               | 6                  | -               | 1                  | -               | -                 | -                  | 11     |
| 8      | Guillaume Gomez      | Frankrijk           | DAMS                   | Reynard | Ford Cosworth | -                            | -               | -                  | -               | 4                  | 4               | -                 | -                  | 8      |
| 9      | Christian Pescatori  | Italië              | Durango                | Reynard | Ford Cosworth | 1                            | -               | -                  | 4               | -                  | -               | 1                 | 1                  | 7      |
| 10     | Christophe Bouchut   | Frankrijk           | Danielson              | Lola    | Ford Cosworth | -                            | -               | -                  | -               | -                  | 6               | -                 | -                  | 6      |
|        | Jean-Philippe Belloc | Frankrijk           | Apomatox               | Reynard | Ford Cosworth | -                            | -               | 2                  | -               | -                  | -               | -                 | 4                  | 6      |
| 12     | Jérôme Policand      | Frankrijk           | Danielson              | Reynard | Ford Cosworth | -                            | -               | -                  | 1               | -                  | -               |                   |                    | 4      |
| 12     | Jérôme Policand      | Frankrijk           | Danielson              | Lola    | Ford Cosworth |                              |                 |                    |                 |                    |                 | 3                 | -                  | 4      |
| 13     | Marco Campos         | Brazilië            | Draco Engineering      | Lola    | Ford Cosworth | -                            | -               | -                  | 3               | -                  | -               | -                 | -                  | 3      |
| 14     | Fabrizio de Simone   | Italië              | Mythos Racing          | Reynard | Zytek Judd    | -                            | -               | -                  | 2               | -                  | -               | -                 | -                  | 2      |
|        | Marcos Gueiros       | Brazilië            | Madgwick International | Reynard | Zytek Judd    | -                            | -               | -                  | -               | 2                  | -               | -                 | -                  | 2      |
| 16     | Christophe Tinseau   | Frankrijk           | Mythos Racing          | Reynard | Zytek Judd    | -                            | 1               | -                  | -               | -                  | -               | -                 | -                  | 1      |
|        | Didier Cottaz        | Frankrijk           | Paul Stewart Racing    | Reynard | Ford Cosworth | -                            | -               | 1                  | -               | -                  | -               | -                 | -                  | 1      |

1985 ·
1986 ·
1987 ·
1988 ·
1989 ·
1990 ·
1991 ·
1992 ·
1993 ·
1994 ·
1995 ·
1996 ·
1997 ·
1998 ·
1999 ·
2000 ·
2001 ·
2002 ·
2003 ·
2004